# Долинка (Волынская область)
Долинка (укр. Долинка) — село в Иваничевской поселковой общине Владимирского района Волынской области Украины.
До 2020 года входило в Иваничевский район.
Код КОАТУУ — 0721155101. Население по переписи 2019 года составляет 202 человек. Почтовый индекс — 45300. Телефонный код — 3372. Занимает площадь 0,591 км².